# Révolte des Benjaminites
La révolte des Benjaminites contre Mari est une guerre bien documentée dans les importantes archives découvertes dans cette ville. Elle commence dans la troisième année du règne de Zimri-Lim (vers 1773-1772) et se termine dans sa septième (vers 1770-1769).

## Histoire
Les Benjaminites sont une des deux grandes tribus (nomades) des Bédouins Hanéens. À la chute du Royaume de Haute-Mésopotamie (vers 1775 av. J-C), eux et les Bensimalites ont aidé Zimri-Lim à monter sur le trône de Mari. Cependant, contrairement aux Bensimalites dont Zimri-Lim est le roi en titre, ils ne sont que les vassaux de Mari. De plus, cette solide alliance entre Bensimalites (qui constituent le fer-de-lance de l'armée mariote) se fait en échange du soutien du roi dans les querelles avec les Benjaminites.
Après la victoire de 1775 av. J-C, les tensions entre les anciens alliés commencent à monter. En 1773, les nomades benjaminites se révoltent donc contre leur suzerain en s'estimant délaissés. La réaction de Zimri-Lim est rapide. Aidés par les armées de Qatna et de Babylone, les Mariotes s'imposent à la bataille de Dûr-Yahdun-Lîm et s'emparent des villes de Mišlan et Samânum dont ils rasent les fortifications.
La guerre se déplace l'année suivante dans le Zalmaqum où les Benjaminites disposent de solides soutiens (alliances tribus et aide d'Eshnunna). En 1772/1771 av. J-C, la guerre se généralise à toute la  Haute-Djézireh syrienne alors que plusieurs vassaux de Mari se révoltent. Eshnunna entre alors ouvertement en guerre contre Zimri-Lim. Elle envoie deux armées sur le Tigre et l'Euphrate. Devant se battre sur deux fronts, Mari est contrainte de reculer dans un premier et Ibal-pi-El II, roi d'Eshnunna, s'empare d'Ekallâtum puis de Shubat-Enlil.
Sur le front sud, Mari parvient finalement à enrayer l'offensive d'Eshnunna à la frontière du royaume. Babylone intervient alors de nouveau dans le conflit aux côtés de Mari. Cette intervention permet aux Mariotes de repousser l'armée nord d'Eshnunna lors de la bataille des portes d'Andarig (vers 1771). Une paix de compromis fut alors mise en place. Les Benjaminites et le roi de Mari se réconcilient tandis qu'une paix précaire s'instaure entre Babylone, Mari et Eshnunna.

## Archives et témoignages de la guerre
Cette guerre est particulièrement bien documentée par les tablettes d'argile retrouvées dans les archives de Mari. Celles-ci détaillent aussi bien les opérations, l'organisation des armées et la stratégie.